# Bitwa o Ben Het
Bitwa o Ben Het – jedyne starcie pancerne w czasie wojny wietnamskiej.
Amerykańska baza sił specjalnych w Ben Het w prowincji Kon Tum w Republice Wietnamu była ulokowana u styku granic trzech państw: Wietnamu, Kambodży oraz Laosu, na najwyższych w okolicy wzgórzach, i służyła do obserwacji szlaku Ho Chi Minha, którym Vietcong i Wietnamska Armia Ludowa przemieszczały broń, zapasy oraz infiltratorów do Wietnamu Południowego.
Od końca lutego 1969 r. baza w Ben Het znajdowała się pod ciągłym ostrzałem artyleryjskim, o różnym poziomie intensywności. 3 marca 1969 r. o godzinie 21.00 baza znalazła się pod ostrzałem artyleryjskim. Wojsko Wietnamu Północnego najintensywniej ostrzeliwało zachodnie wzgórze, które składały się jedynie z około 100 metrów okopów, kilku pozycji ogniowych dla karabinów maszynowych i drutu kolczastego, przygotowując się do ataku. Już od zeszłego dnia słychać było w bazie dźwięk północnowietnamskich czołgów, jednak Amerykanie zbagatelizowali ten sygnał, uznając dźwięk za silniki buldożerów.
Po rozpoczęciu ostrzału północnowietnamski czołg lekki PT-76 wjechał na minę, co uzmysłowiło Amerykanom obecność wrogich czołgów, gdyż płomień eksplozji oświetlił kilka następnych zbliżających się czołgów. Wietnamczycy dysponowali co najmniej 10 czołgami PT-76, kilkoma transporterami opancerzonymi BTR-50 oraz nieokreśloną liczbą piechoty. 
Wzgórza broniło kilkunastu żołnierzy amerykańskich sił specjalnych oraz około 400 wyszkolonych miejscowych bojowników. Mimo mgły Amerykanie zdołali trafić kolejne 3 czołgi. Trafiony został zaś tylko jeden czołg amerykański. Wietnamski atak załamał się, kiedy do walki włączył się samolot AC-47 Spooky.